# Dżemil
Dżemil (arab. جميل) – imię męskie pochodzenia semickiego, oznacza „piękny”.